# 南岗塔
南岗塔，位于中国河北省邯郸市磁山镇南岗镇村，为邯郸市武安市的一个省级文物保护单位，类型为古建筑，公布时间为2001年2月7日。
南岗塔的历史年代为宋代。